# پیتر کین
پیتر کین (انگلیسی: Peter Kane؛ زادهٔ ۴ آوریل ۱۹۳۹) بازیکن فوتبال اهل اسکاتلند است.

## باشگاهی
از باشگاه‌هایی که در آن بازی کرده‌است می‌توان به باشگاه فوتبال آرسنال، باشگاه فوتبال بارو، باشگاه فوتبال سنت میرن، و باشگاه فوتبال نورث‌همپتون تاون اشاره کرد.

## تیم ملی
وی همچنین در تیم ملی فوتبال المپیک بریتانیا بازی کرده‌است.